# Løkenfeltet
Løkenfeltet este o localitate din comuna Nannestad, provincia Akershus, Norvegia, cu o suprafață de 0,44 km² și o populație de 581 locuitori (2013).